# Виборшки залив
Виборшки залив (рус. Выборгский залив; фин. Viipurinlahti; швед. Viborgska viken) један је од секундарних залива полуфјордовског типа у северном делу Финског залива Балтичког мора. Залив је своје име добио по граду Виборгу који се налази на крајњем северу залива. Целокупна заливска акваторија административно припада Лењинградској области (Виборшки рејон) Руске Федерације.
Залив има облик једнакостратничног троугла који се постепено сужава идући ка унутрашњости копна. Обале су јако разуђене. На улазу у залив налази се 18 километара дугачко полуострво Кипепорт које омогућава директан приступ заливу у дужини од свега 6 километара морским путем. Североисточно од полуострва, у унутрашњости залива налазе се бројна острва. На крајњем северу залив је повезан са Сајменским каналом преко којег је финско језеро Сајма повезано са Балтичким морем. Током средњег века река Вуокса је једним својим рукавцем делимично отицала ка заливу, али је тај рукавац потпуно пресушио након што се 1857. формирала речица Бурнаја у чије корито је преусмерен значајан део вода Вуоксе.
На улазу у Виборшки залив је архипелаг Берјозовска острва који чини око 16 острва укупне површине око 84 км².
Године 1790. у Виборшком заливу се одиграла једна од највећих поморских битака у историји Битка у Виборшком заливу између Швеђана и Руса у којој је учествовало укупно 498 бродова.
У самом средишту залива налази се градић Висоцк.